# Heronův vzorec
Heronův vzorec je vzorec pro výpočet obsahu obecného trojúhelníku (v eukleidovské rovině) pomocí délek jeho stran.
Pokud 3 kladná čísla splňují trojúhelníkovou nerovnost, existuje v eukleidovské rovině (podle věty sss) až na polohu a orientaci jediný trojúhelník s těmito délkami stran. Takže je jednoznačně určen i jeho obsah a je tedy funkcí stran. Ta musí být obecně symetrická a kvadraticky homogenní a H. v. ukazuje, jak přesně vypadá. Je to druhá odmocnina z jistého symetrického polynomu 4. stupně.

## Vzorec
Jsou-li {\displaystyle a,b,c} délky stran trojúhelníka, platí pro jeho obsah
{\displaystyle S={\sqrt {s(s-a)(s-b)(s-c)}},}
kde {\displaystyle s={\frac {a+b+c}{2}}} je poloviční obvod trojúhelníku.

## Důkaz
Heronův vzorec lze odvodit již na základní škole, spočívá na Pythagorově větě. Ostroúhlý trojúhelník rozdělíme výškou na dva pravoúhlé.

Označme x vzdálenost vrcholu B od paty kolmice z vrcholu A na stranu a (výšky). Pro pravoúhlý trojúhelník na obrázku platí:
{\displaystyle \ x^{2}+v^{2}=c^{2}}

{\displaystyle \ (a-x)^{2}+v^{2}=b^{2}}

Odečteme-li od druhé rovnice první, dostaneme:
{\displaystyle \ a^{2}-2ax=b^{2}-c^{2}}

Z tohoto vztahu vyjádříme x:

{\displaystyle x={\frac {a^{2}+c^{2}-b^{2}}{2a}}}

Toto platí i v pravoúhlém trojúhelníku, v tupoúhlém s opačným znaménkem. Jestliže za x dosadíme do první rovnice, získáme výšku v:
{\displaystyle \ v^{2}=c^{2}-x^{2}}

{\displaystyle v^{2}=c^{2}-\left({\frac {a^{2}+c^{2}-b^{2}}{2a}}\right)^{2}}

{\displaystyle v^{2}=c^{2}-{\frac {\left(a^{2}+c^{2}-b^{2}\right)^{2}}{4a^{2}}}}

{\displaystyle v^{2}={\frac {4c^{2}a^{2}-\left(a^{2}+c^{2}-b^{2}\right)^{2}}{4a^{2}}}}

{\displaystyle v={\frac {\sqrt {4c^{2}a^{2}-\left(a^{2}+c^{2}-b^{2}\right)^{2}}}{2a}}}

Dosadíme-li tuto výšku do vzorce pro obsah trojúhelníku
{\displaystyle S={\frac {av}{2}},}

dostaneme
{\displaystyle S={\frac {\sqrt {4c^{2}a^{2}-\left(a^{2}+c^{2}-b^{2}\right)^{2}}}{4}}}

Dále pomocí rozkladů upravíme výraz pod odmocninou:
{\displaystyle S={\frac {\sqrt {\left(2ac+a^{2}+c^{2}-b^{2}\right)\left(2ac-a^{2}-c^{2}+b^{2}\right)}}{4}}}

{\displaystyle S={\frac {\sqrt {\left[\left(a+c\right)^{2}-b^{2}\right]\left[b^{2}-\left(a-c\right)^{2}\right]}}{4}}}

{\displaystyle S={\frac {\sqrt {\left(a+c+b\right)\left(a+c-b\right)\left(b+a-c\right)\left(b-a+c\right)}}{4}}}

Dosadíme poloviční obvod s,
{\displaystyle \ a+b+c=2s}

a dostáváme výsledný vzorec:
{\displaystyle S={\frac {\sqrt {2s\left(2s-2a\right)\left(2s-2b\right)\left(2s-2c\right)}}{4}}}

{\displaystyle S={\frac {\sqrt {16s\left(s-a\right)\left(s-b\right)\left(s-c\right)}}{4}}}

{\displaystyle S={\sqrt {s\left(s-a\right)\left(s-b\right)\left(s-c\right)}}}

## Historie
Vzorec byl formulován Hérónem z Alexandrie a důkaz byl publikován v jeho knize Métrika, napsané v první polovině 1. století.